# Coupe des clubs champions européens 1981-1982
Navigation
Édition précédente Édition suivante
La Ligue Des Champions 1981-1982 a vu la victoire du club d'Aston Villa. La compétition s'est terminée le 26 mai 1982 par la finale au Feyenoord Stadion, à Rotterdam, remportée par le club anglais 1 à 0 face au Bayern Munich.

## Tour préliminaire
| Équipe 1         | Résultat | Équipe 2   | Aller | Retour |
| ---------------- | -------- | ---------- | ----- | ------ |
| AS Saint-Étienne | 1 - 3    | BFC Dynamo | 1 - 1 | 0 - 2  |

## Seizièmes de finale
| Équipe 1              | Résultat | Équipe 2                 | Aller | Retour |
| --------------------- | -------- | ------------------------ | ----- | ------ |
| Aston Villa FC        | 7 - 0    | Valur Reykjavik          | 5 - 0 | 2 - 0  |
| BFC Dynamo            | 3 - 3E   | FC Zurich                | 2 - 0 | 1 - 3  |
| Austria Vienne        | 3 - 2    | KF Partizan Tirana       | 3 - 1 | 0 - 1  |
| Dynamo Kiev           | 2 - 1    | Trabzonspor              | 1 - 0 | 1 - 1  |
| Hibernians FC         | 2 - 10   | Étoile rouge de Belgrade | 1 - 2 | 1 - 8  |
| Ferencváros           | 3 - 5    | Baník Ostrava            | 3 - 2 | 0 - 3  |
| Celtic FC             | 1 - 2    | Juventus                 | 1 - 0 | 0 - 2  |
| Widzew Łódź           | 2 - 6    | RSC Anderlecht           | 1 - 4 | 1 - 2  |
| CSKA Sofia            | 1 - 0    | Real Sociedad            | 1 - 0 | 0 - 0  |
| FC Progrès Niederkorn | 1 - 5    | Glentoran FC             | 1 - 1 | 0 - 4  |
| IK Start              | 1 - 4    | AZ Alkmaar               | 1 - 3 | 0 - 1  |
| OPS Oulu              | 0 - 8    | Liverpool FC             | 0 - 1 | 0 - 7  |
| Universitatea Craiova | 3 - 2    | Olympiakos               | 3 - 0 | 0 - 2  |
| KB Copenhague         | 3 - 3E   | Athlone Town FC          | 1 - 1 | 2 - 2  |
| Benfica Lisbonne      | 4 - 0    | Omonia Nicosie           | 3 - 0 | 1 - 0  |
| Östers IF             | 0 - 6    | Bayern Munich            | 0 - 1 | 0 - 5  |

## Huitièmes de finale
| Équipe 1         | Résultat | Équipe 2                 | Aller | Retour  |
| ---------------- | -------- | ------------------------ | ----- | ------- |
| BFC Dynamo       | 2 - 2E   | Aston Villa FC           | 1 - 2 | 1 - 0   |
| Austria Vienne   | 1 - 2    | Dynamo Kiev              | 0 - 1 | 1 - 1   |
| Baník Ostrava    | 3 - 4    | Étoile rouge de Belgrade | 3 - 1 | 0 - 3   |
| RSC Anderlecht   | 4 - 2    | Juventus                 | 3 - 1 | 1 - 1   |
| CSKA Sofia       | 3 - 2    | Glentoran FC             | 2 - 0 | 1 - 2ap |
| AZ Alkmaar       | 4 - 5    | Liverpool FC             | 2 - 2 | 2 - 3   |
| KB Copenhague    | 2 - 4    | Universitatea Craiova    | 1 - 0 | 1 - 4   |
| Benfica Lisbonne | 1 - 4    | Bayern Munich            | 0 - 0 | 1 - 4   |

## Quarts de finale
| Équipe 1              | Résultat | Équipe 2                 | Aller | Retour  |
| --------------------- | -------- | ------------------------ | ----- | ------- |
| Dynamo Kiev           | 0 - 2    | Aston Villa FC           | 0 - 0 | 0 - 2   |
| RSC Anderlecht        | 4 - 2    | Étoile rouge de Belgrade | 2 - 1 | 2 - 1   |
| Liverpool FC          | 1 - 2    | CSKA Sofia               | 1 - 0 | 0 - 2ap |
| Universitatea Craiova | 1 - 3    | Bayern Munich            | 0 - 2 | 1 - 1   |

## Demi-finales
| Équipe 1       | Résultat | Équipe 2       | Aller | Retour |
| -------------- | -------- | -------------- | ----- | ------ |
| Aston Villa FC | 1 - 0    | RSC Anderlecht | 1 - 0 | 0 - 0  |
| CSKA Sofia     | 4 - 7    | Bayern Munich  | 4 - 3 | 0 - 4  |

## Finale
| 26 mai 1982  | Aston Villa FC | 1 – 0 | Bayern Munich | Feyenoord Stadion, Rotterdam                     |                                                  |
| 20 h 15 CEST | Withe 67e      |       |               | Spectateurs : 46 000 Arbitrage : Georges Konrath | Spectateurs : 46 000 Arbitrage : Georges Konrath |